# Васос Меланаркітіс
Васос Меланаркітіс (грец. Βάσος Μελαναρκίτης; нар. 11 серпня 1972, Фамагуста) — кіпрський футболіст, що грав на позиції захисника.
Протягом ігрової кар'єри, що тривала з 1992 по 2006 рік, виступав лише за два клуби зокрема, за «Анортосіс» та «Аполлон», а також національну збірну Кіпру.
Шестиразовий чемпіон Кіпру. Володар Кубка Кіпру.

## Виступи за збірну
У 1997 році дебютував в офіційних матчах у складі національної збірної Кіпру.
Загалом протягом кар'єри в національній команді, яка тривала 5 років, провів у її формі 33 матчі, забивши 2 голи.

## Титули і досягнення
- Чемпіон Кіпру (6):

«Анортосіс»: 1995, 1997, 1998, 1999, 2000
«Аполлон»: 2006
- Володар Кубка Кіпру (1):

«Анортосіс»: 1998
- Володар Суперкубка Кіпру (4):

«Анортосіс»: 1995, 1998, 1999, 2000